# Orsara di Puglia
Orsara di Puglia község (comune) Olaszország Puglia régiójában, Foggia megyében.

## Fekvése
A Dauniai-szubappenninekben fekszik a Cervaro folyó völgyében.

## Története
A legendák szerint a települést Diomédesz, trójai hős alapította. Első említése azonban a 13. századból származik, amikor spanyol lovagok vették birtokukba. A 19. század elejéig nemesi birtok volt, ezt követően önálló község lett. 

## Népessége
A lakosság számának alakulása:

## Főbb látnivalói
- Bárói palota
- Palazzo Terlizzi
- Palazzo Varo
- Madonna della Neve-templom
- Evangélikus templom
- Santa Maria delle Grazie-templom
- San Nicola di Bari-templom
- San Giovanni Battista-templom